# Gordonia fruticosa
Gordonia fruticosa là một loài thực vật có hoa trong họ Theaceae. Loài này được (Schrad.) H.Keng mô tả khoa học đầu tiên năm 1980.